# Halesite
Halesite és una concentració de població designada pel cens dels Estats Units a l'estat de Nova York. Segons el cens del 2000 tenia 2.582 habitants.

## Demografia
Segons el cens del 2000, Halesite tenia 2.582 habitants, 1.014 habitatges, i 707 famílies. La densitat de població era de 1.159,2 habitants per km².
Dels 1.014 habitatges en un 29,7% hi vivien nens de menys de 18 anys, en un 60,1% hi vivien parelles casades, en un 7% dones solteres, i en un 30,2% no eren unitats familiars. En el 23,8% dels habitatges hi vivien persones soles el 7,6% de les quals corresponia a persones de 65 anys o més que vivien soles. El nombre mitjà de persones vivint en cada habitatge era de 2,55 i el nombre mitjà de persones que vivien en cada família era de 3,03.
Per edats la població es repartia de la següent manera: un 21,2% tenia menys de 18 anys, un 5,7% entre 18 i 24, un 30% entre 25 i 44, un 30% de 45 a 60 i un 13,1% 65 anys o més.
L'edat mediana era de 41 anys. Per cada 100 dones de 18 o més anys hi havia 94,5 homes.
La renda mediana per habitatge era de 96.972 $ i la renda mediana per família de 122.842 $. Els homes tenien una renda mediana de 67.438 $ mentre que les dones 52.632 $. La renda per capita de la població era de 46.652 $. Entorn de l'1,8% de les famílies i el 3,2% de la població estaven per davall del llindar de pobresa.